# 小川佐助
小川 佐助（おがわ さすけ、1905年6月21日 - 1987年10月30日）は日本の競馬騎手、調教師。
1934年に京都競馬倶楽部で騎手となったのち、1937年より日本競馬会（後に国営競馬→日本中央競馬会）の調教師となる。以後八大競走2勝を挙げたニューフォードや、皐月賞優勝馬ニホンピローエース、1977年に中央競馬の年度代表馬となったテンポイント（JRA顕彰馬）などの活躍馬を管理した。1982年、黄綬褒章受章。
アイヌ民族の活動家としても著名であり、北海道アイヌ協会が社団法人化された際には組織の中枢を担った。
甥にそれぞれ騎手・調教師の田所稔と田所秀雄、又甥に田所秀孝、田所清広（義理）がいる。

## 経歴

### ホースマンとして
1905年、北海道浦河郡西舎村（後の浦河町）に生まれる。一帯はアイヌ語でホロペツコタンという百数十戸のアイヌの根拠地があったが、小川の出生時には官営の日高種畜場が建設されており、数多くの人々が牧場内で働いていた。小川は浦河の高等国民学校を卒業後、21歳の頃から馬の売買で成功を収めたのち、知己であった青山市之進に牧場用地を売却し、一時農家に転業した。しかし競馬界に入ってから実入りが良くなった青山の姿を見て、自身も競馬に携わることを決意し、26歳のとき青山の弟子となる。以後静内で馬の育成、調教に携わっていたが、2年後に青山が落馬事故で急逝したことから、葬儀に参列していた調教師の中森某の勧めで、自身が静内で調教していた4頭の馬と共に関西に移った。1934年末に京都競馬倶楽部で騎手免許を取得。全国11の競馬倶楽部を統合した日本競馬会発足後の1938年より専業の調教師となった。小川は弁舌が立ったことから阪神競馬場の青池良佐の勧めで競馬会の役員も務めた。
1941年末より太平洋戦争が勃発、その激化と共に1945年に競馬開催が中止されると、小川は競馬会が人馬の疎開先として設置した北海道支所に赴任、のち終戦を迎えた。翌1946年には連合国軍最高司令部主催の進駐軍競馬（函館競馬場）に参加。のちに公式に競馬が再開されると、1948年にニューフォードが菊花賞を制し、クラシック競走・八大競走を初制覇。1965年には自身の弟子としていた甥の田所稔が駆るニホンピローエースが皐月賞に優勝した。
そして1975年にはテンポイントが入厩。同馬は関西の3歳王者戦・阪神3歳ステークスを制したのち、翌1976年からは関東のトウショウボーイ、グリーングラスとライバル関係を築き、「TTG」と呼ばれた。テンポイントは1977年春に天皇賞を、年末には最大のライバルであったトウショウボーイを破って有馬記念に優勝し、同年の年度代表馬に選出された。翌1978年にヨーロッパ遠征を行う予定となっていたが、壮行戦として臨んだ日経新春杯の競走中に骨折し、43日間の延命治療の末に死亡した。テンポイントに絡んでは、1977年の宝塚記念でトウショウボーイに敗れた際、小川が彼我の能力差は坂での鍛錬の有無にあるとし、関西馬の調教拠点である栗東トレーニングセンターに坂路設置を求めたことでその気運が高まり、その実現後に「東高西低」だった東西勢力図が逆転する契機を作ったとの評がある（詳しくはテンポイント#小川による坂路コース建設の訴えを参照のこと）。
1982年にはテンポイントの全弟・キングスポイントが春秋の中山大障害を連覇したが、同馬も1984年秋の中山大障害での故障により安楽死の措置が執られた。
1986年2月28日をもって調教師を引退。通算成績は日本中央競馬会が発足した1954年以降で6039戦610勝。翌1987年10月30日、病気のため82歳で死去した。

### アイヌ民族活動家として
小川は社団法人化当初の北海道アイヌ協会で常務理事を務めるなど、その活動に主導的な役割を果たした。1946年には宮内省新冠御料牧場を小作農家へ解放するよう働きかけ、その実現後は最も肥沃な姉去（あねさる）の土地へのアイヌ小作人の優先的移入を、アイヌ協会の代表者として主張した。姉去は御料牧場造営に当たってアイヌの先住者が小作農として強制移住させられた場所であり、さらに彼らは1916年の牧場拡張に際して上貫別へ再び強制移転させられた経緯があった。小川は農林省、宮内省および面会を求めた昭和天皇代理の高松宮宣仁親王にアイヌの優先権を訴え、最終的に姉去はアイヌ協会派の小作農、元御料牧場従業員で組織された帰農同盟、帰農同盟の協力を仰いだアイヌ小作農の間で三分割された。
また、第二次大戦後に札幌に駐屯した連合国軍最高司令部の第9方面軍司令ジョセフ・スイングと会見した際には、スイングから「独立する気持があるなら今ですよ」と、10万円の現金と共にアイヌの独立意志の有無を問われたが、アイヌ代表として出席した小川、椎久堅市、森久吉、文字常太郎の4名は「独立する考えは毛頭ありません。アイヌ民族は日本国民の一員として、祖国の再建と繁栄に尽くします」と返答。これに対しスイングは「今、独立しないで、後で日本人とけんかするようなことは絶対しないように」と念を押して会談は終了した。しかし小川らがアイヌ協会に戻ると「そんな大事なことをなぜ4人だけで決めてきたのか」と過半数のアイヌから反発の声が上がった。アイヌ協会発足の前年に小川宅で協会の定款づくりが行われた際に、真剣味のほどは不明ながらもアイヌ独立の話が出ており、アイヌ文学者の知里真志保は自治や独立についてノートに書き留めていたとされ、同僚の武田泰淳にも独立論をぶっていた。椎久堅市は後に「あの当時は、まだ日本の魂は消えてねえんだから、大和魂はお互いに。だから日本人だということも正しいと思って言ったことが反発を受けた」としながらも、当時のアイヌ協会には民主主義的な話し合いがなかったと述べ、スイングと会見した4者が事後に集まった際「我々はみんな失敗したな」と自省したという。
1947年には道議会議員選挙に立候補したが落選。1974年にはアイヌ無形文化伝承保存会を設立し、初代会長となる。1979年には「アイヌ文化の普及」を理由として北海道文化財保護功労賞を授与された。

## 調教師成績
| 通算成績 | 1着 | 2着 | 3着 | 4着以下 | 騎乗回数 | 勝率 | 連対率 |
| -------- | --- | --- | --- | ------- | -------- | ---- | ------ |
| 計       | 610 | 634 | 635 | 4,160   | 6,039    | .101 | .206   |

※1954年以降。

### 受賞
- 関西競馬記者クラブ賞（1976年）

## 主な管理馬
※括弧内は小川管理下における優勝重賞競走。
太字は八大競走
八大競走優勝馬
- ニューフォード（1948年菊花賞 1949年天皇賞（秋））
- ニホンピローエース（1966年皐月賞など重賞3勝）
- テンポイント（1977年天皇賞（春）、有馬記念など重賞8勝）

その他重賞優勝馬
- ライジングウイナー（1958年京都記念（春））
- オーヒメ（1964年京都記念（秋） 1965年日本経済新春杯）
- ミスニホンピロー（1966年CBC賞）
- フクリュウヒカリ（1971年デイリー杯3歳ステークス）
- ニホンピロファイト（1974年京都大障害（春））
- キングスポイント（1981年阪神障害ステークス（秋）、1982年中山大障害（春・秋））

## 主な厩舎所属者
※太字は門下生。括弧内は厩舎所属期間と所属中の職分。
- 田所秀雄（1943年-1965年 騎手）
- 田所稔（1953年-1973年 騎手）
- 鹿戸明（1964年-1983年 騎手）
- 鹿戸幸治（1965年-1976年 騎手）